# Geranomyia longifimbriata
Geranomyia longifimbriata is een tweevleugelige uit de familie steltmuggen (Limoniidae). De soort komt voor in het Oriëntaals gebied.